# Locomotive cu abur din România

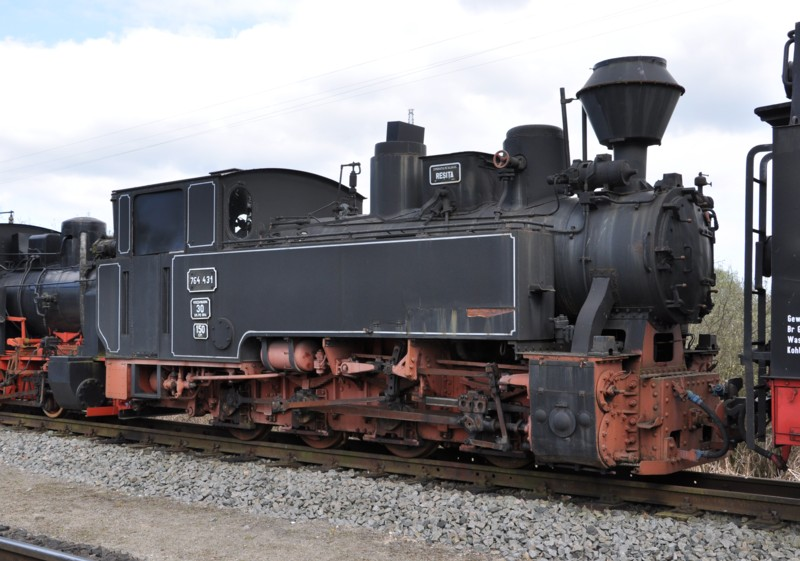
Locomotivă Reșița, fabricată în 1954, încă în funcțiune la Putbus, Germania

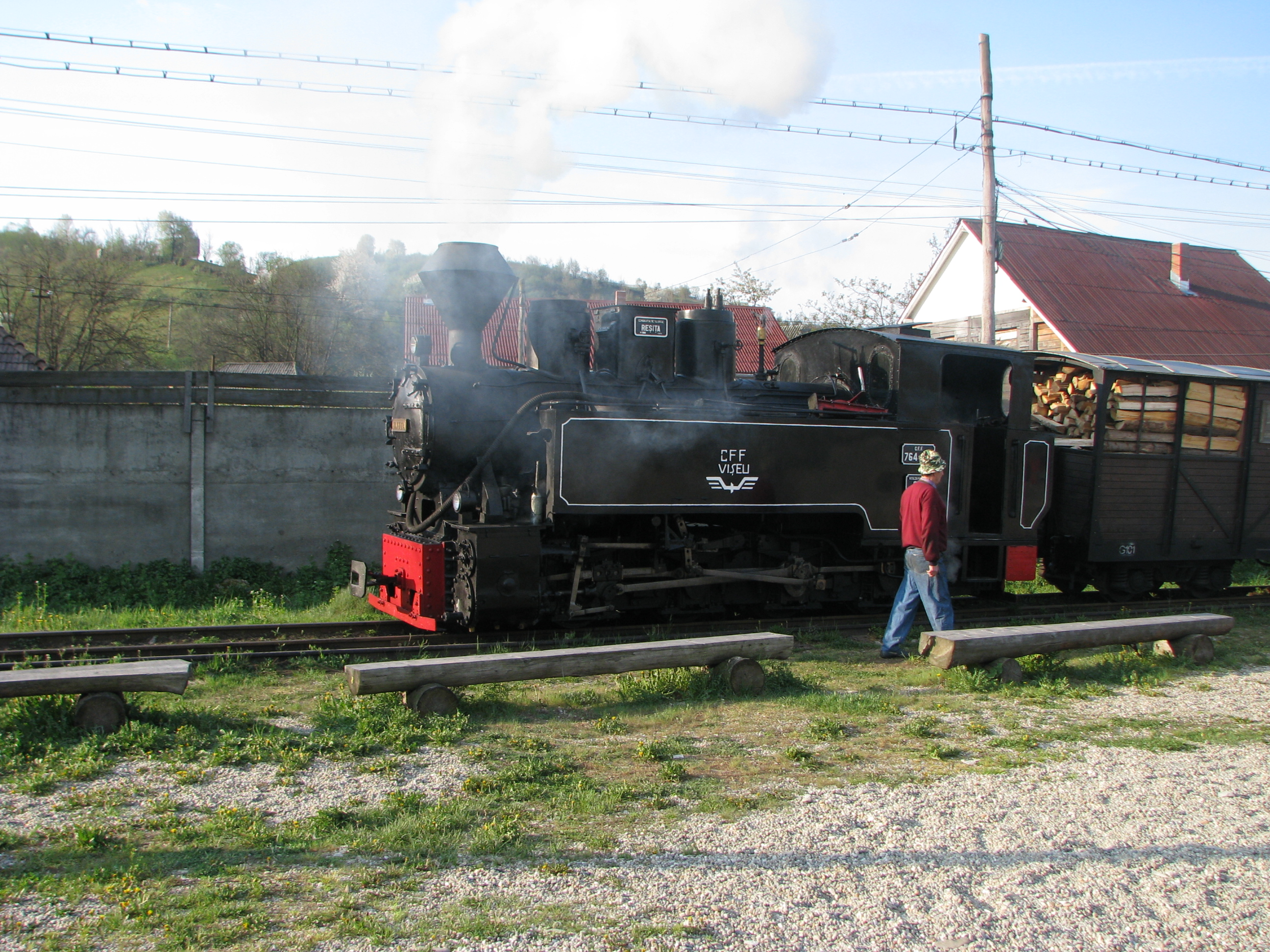
Locomotivă Reșița, fabricată în 1954, încă în funcțiune la CFF Vișeu

Începutul locomotivelor pe actualul teritoriu al României se leagă de Banat, în acea perioadă aflat în componența Austro-Ungariei. Prima cale ferată cu tracțiune mecanică din această zonă a fost Oravița-Baziaș, folosită pentru transportul cărbunelui, pe care circulau locomotive cu abur aduse din Austria.

## Secolul al XIX-lea

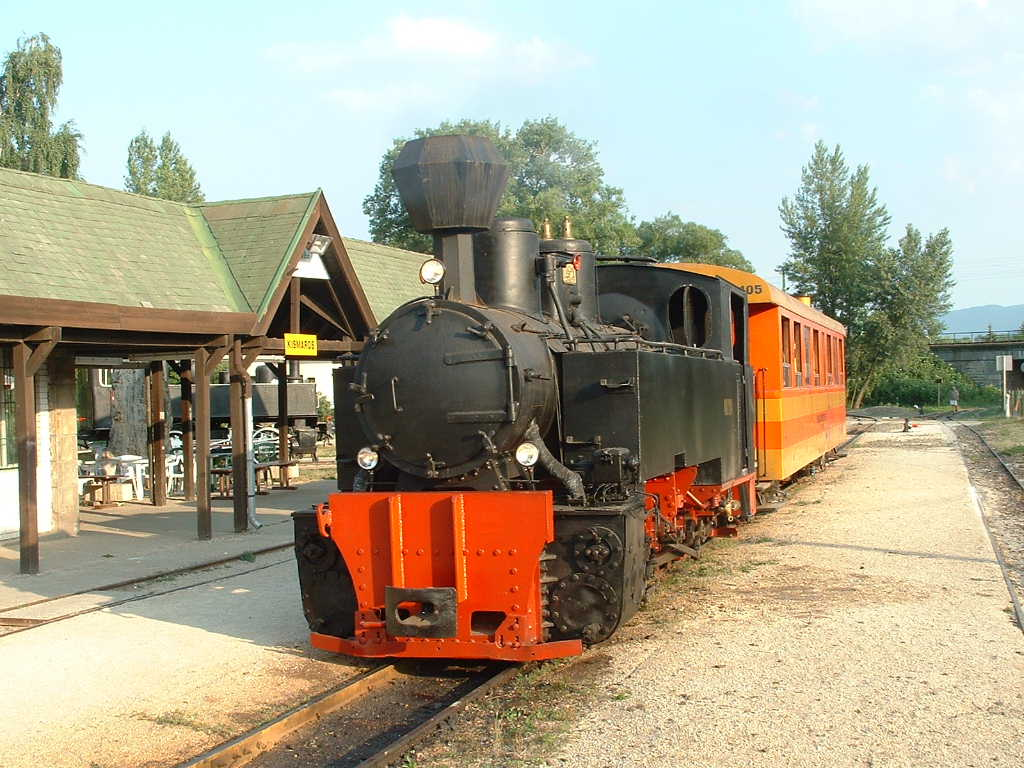
Locomotivă MÁVAG 70 produsă la Reșița

Prima locomotivă cu abur construită pe actualul teritoriu al României a fost în anul 1872 la Reșița. Locomotiva avea ecartament îngust (948 mm), a fost construită după proiectul lui John Haswell și denumită „Reșița 2”.. Aceasta a fost folosită doar pentru transporturi în interiorul uzinei. Începând cu anul 1906 compania MÁVAG a produs la Reșița 120 de locomotive MAVAG 70, iar la Reghinul Săsesc 12 bucăți ale acestui tip de locomotivă cu aburi.

## Secolul al XX-lea

### Seria 40
Acestă serie este formată din 7 locomotive construite la Wiener Lokomotivfabriks AG, Floridsdorf pentru linia Caransebeș-Subcetate (cunoscute sub numele generic seria 40D), din locomotivele primite de CFR ca despăgubire în urma primului război mondial, cât și din locomotivele comandate noi de administrația feroviară românească. Astfel, în seria CFR existau locomotive construite între 1913 și 1921, dar care anterior anului 1919 au făcut parte din patrimoniul altor administrații feroviare europene. Față de seriile comandate de CFR, aceasta avea câteva particularități: forța de tracțiune mai mică, de 17300 tf, dar o viteză sporită la 55 km/h. Masa pe osie în stare de serviciu era de 17,1 t putând să se înscrie în curbe de minim 100 m.
Numerele de înregistrare la CFR au fost 40.001-40.112. Cum cărțile de evidență pentru locomotivele cu abur nu au fost păstrate în totalitate, este greu de determinat repartiția inițială a acestor locomotive între diversele depouri. Cert este că în toată perioada interbelică seria CFR 40.000 a fost folosită în majoritatea depourilor din Vechiul Regat. Nu există informații despre folosirea seriei CFR 40.000 înainte de 1945 și în Ardeal. 
Forța de tracțiune și viteza relativ mică au făcut ca locomotivele din seria 40.000 să fie folosite preponderent în traficul de marfă, mixt, dar și de călători pentru trenurile personale. Aproape toate exemplarele au fost concentrate în regionala București, fiind o prezenta obișnuită în depourile București, Ploiești, Constanța și Galați. Alte exemplare ale acestei serii au fost prezente în depourile Buzău și Bacău (ambele după 1928). În toate aceste centre și-au încheiat activitatea la manevră grea. 
Locomotivele seriei 40.000 aveau o sarcină pe osie de 17,2 t , fapt pentru care erau prea grele pentru infrastructura CFR de la începutul secolului al XX-lea. Acesta este unul din motivele pentru care locomotivele din seria 40.000 nu au cunoscut o răspândire atât de mare în depourile din țară și motivul pentru care calea ferată română a cautat o soluție, prin adoptarea unui model puternic dar care sa solicite mai puțin calea de rulare. Soluția găsită a fost adoptarea modelului prusac G10.  Ca și modelul G8.1, conceptul era anterior primului război mondial. Modelul german avea o lungime totala (cu tender 3T16.5) de 18.912 mm peste tampoane, înălțimea 4.250 mm, roți cuplate cu diametrul 1400 mm, o încărcare pe osie de 15,4t, putând remorca garnituri de călători cu viteza maxima de 60 km/h (la aceasta viteza pe o rampa 0, masa maxima ce putea fi remorcată era de 1.150 t) și un maxim de 1.790 t cu viteza de 45 km/h pentru trenuri de marfă. Din 1910, anul apariției modelului și până în 1923, numai în parcul căilor ferate prusace au existat 2.307 exemplare din acest tip. 
La calea ferată română tipul G10 ajunge după primul război mondial. Curând, datorită calităților acestei locomotive, va fi declarată modelul standard pentru liniile CFR în tracțiunea garniturilor de marfă pe toate categoriile de linii. Prima comandă a CFR pentru achiziționarea de locomotive de acest tip este lansată în 1920. În 1921 uzinele germane livrează primele locomotive. În total, 804 locomotive din aceasta serie vor intra în parcul CFR.

### Seria 50

#### Seria 50.100
În 1926, Uzinele Reșița construiesc prima locomotiva din seria 50.100 în România. Prima locomotivă construită de UDR va fi înmatriculată ca 50.243 și va purta numele "Regele Ferdinand". Doi ani mai târziu, locomotiva 50.340 părăsea Uzinele Malaxa, purtând numele "Regele Mihai". Acest eveniment marchează terminarea comenzilor făcute în străinătate pentru locomotivele din această serie.
În 1936 se lansează comanda pentru seria 50.100 cu distribuție Lentz și viteza sporita la 70 km/h. Datorită izbucnirii celui de-al doilea război mondial, dintr-o comanda mai amplă se vor construi doar 10 locomotive, numerotate 50.1001-50.1010. Din aceasta serie se mai păstrează astăzi 50.1001, transformata însă într-o locomotivă cu distribuție clasica Heusinger.
La începutul anilor 1990 câteva exemplare se mai aflau încă la serviciul de manevră, în diverse complexe feroviare din țară. Din cele 804 exemplare produse, doar 50.378 (aflată în Muzeul de Locomotive din Reșița) a fost expusă publicului. Alte câteva exemplare se mai găsesc în țară, în diverse stadii de degradare.

### Seria 131.000
Cele 67 de locomotive din această serie au fost construite între anii 1939 și 1942 la Reșița pentru înlocuirea vechilor și nu prea puternicelor locomotive MAV care nu mai răspundeau cerințelor de pe liniile secundare din Banat. Sarcina pe osie trebuie să fie de cel mult 12t. 
Proiectarea și construcția acestui tip de locomotive tender a fost realizată integral în România, de către CFR și Uzinele Reșița, optându-se pentru tipul 1'C1'.

### Seria 140

#### Seria 140.100
Primele locomotive ale seriei 140.100 au aparținut USATC (United States Army Transportation Corps) și au fost utilizate în primul război mondial, fiind aduse în România din Franța. În anul 1920 România a mai comandat din Statele Unite un lot de 50 de locomotive, ce au fost utilizate pentru trenurile de marfă. Ultima locomotivă, cu numărul de parc 140.117, a fost retrasă din serviciu în anul 1976. 

### Seria 150

#### Seria 150.000
În primii ani de dupa cel de-al doilea razboi mondial datorita cresterii tonajelor trenurilor de marfa pe liniile cu profil greu se impunea dotarea cu noi locomotive. Pentru aceasta a fost adoptat tipul 1’ E, seria CFR 150.000 realizata aproape identic dupa seria germana 50.Total de 282 de locomotive, 1946-1960

#### Seria 150.1000

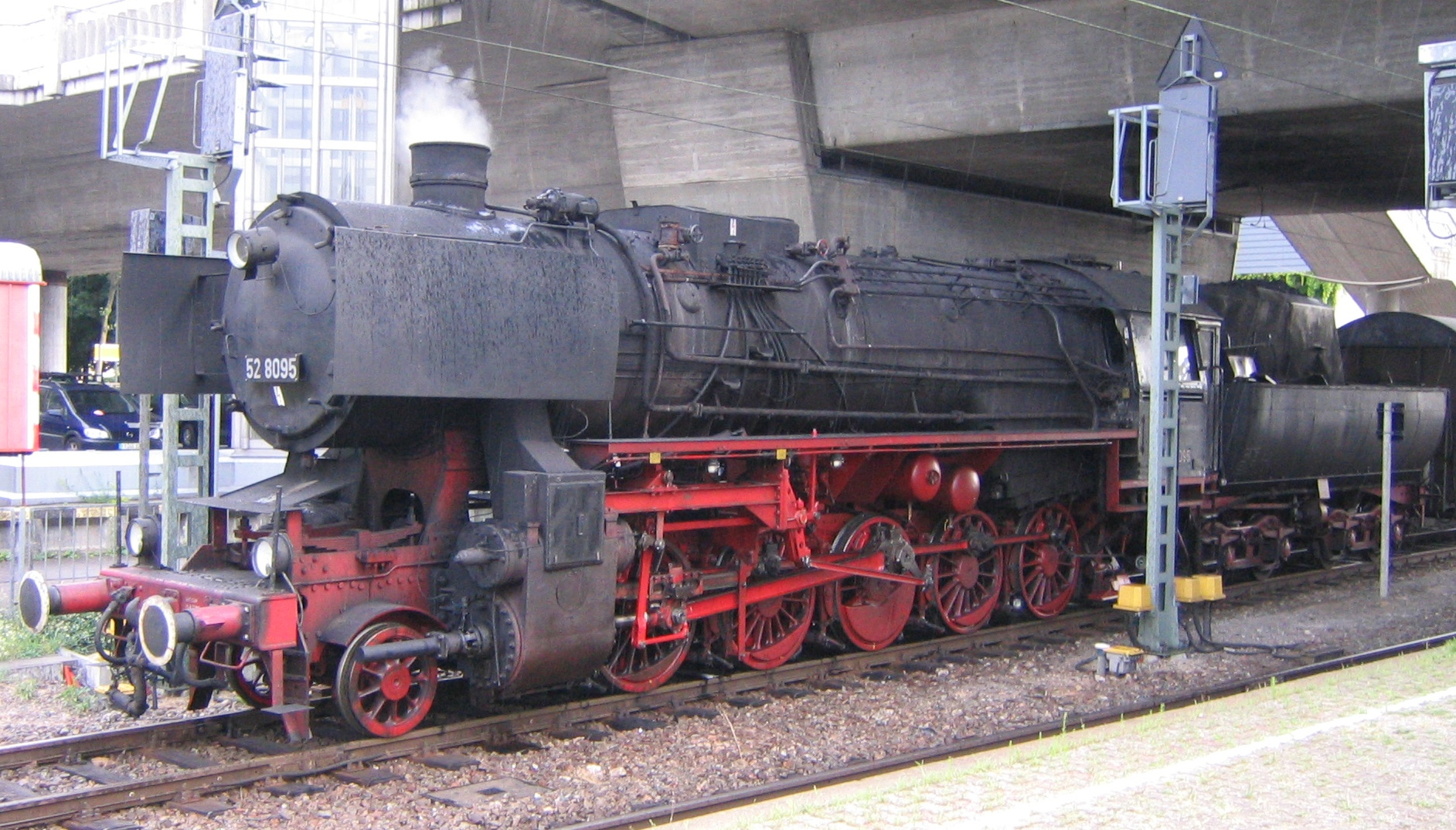
Locomotiva germană clasa 52 a devenit clasa CFR 150.1000

În timpul celui de-al doilea război mondial România a achiziționat din Germania 100 de locomotive din seria germană 52 care au primit numerele de circulație 150.1001-150.1100. În plus fata de aceste locomotive, la retragerea trupelor germane, în 1944, au rămas în țară 23 locomotive DR 52, 2 locomotive DR 42 precum și 4 locomotive DR 44. 
Locomotivele seriei 52 au fost concepute și realizate în condiții de război, când accentul se punea pe reducerea consumului de materiale strategice, simplitatea constructivă și un număr cât mai mic de ore-om pentru realizarea unei locomotive. 
Trăsăturile caracteristice ale aceste locomotive sunt cabina închisă și tenderul de o forma rotunjită (numit în germană Wannentender). La aceste locomotive au fost eliminate preîncălzitorul, ecranele de fum, chiar și clopotul, iar sistemul de alimentare cu apă a fost simplificat, păstrându-se o singură cutie cu nisip, toate acestea conducând la o reducere cu 26 tone a masei totale a locomotivei. Spre deosebire de construcția tradiționala monobloc a bielelor de cuplare, la seria 52 acestea erau construite din trei părți asamblate, ceea ce conducea la o reducere a consumului de metal. În total, durata de producție în ore-om a fost redusă cu 30% și au fost economisite 12 t de metal față de predecesoarea sa, locomotive germană de clasă 50.
Când seria 52 a intrat în serviciu pe Frontul de Răsărit s-a dovedit ca locomotiva nu este foarte economică, ea consumând cu 12% mai mult cărbune decât alte locomotive similare . 
Cu toate simplificarile aduse locomotivele seriei 52 s-au dovedit foarte fiabile in exploatare pina la sfirsitul razboiului fiind produse 6301 bucati. Locomotivele seriei CFR 150.1000 au fost transformate pentru arderea mixta carbuni-pacura. Ultimele locomotive au fost utilizate pina in anii '80 la remorcarea trenurilor de marfa.

### Seria 151 (Malaxa)
Dintre toate locomotivele cu abur românești sau construite vreodată în România cea mai importantă de precizat este locomotiva Malaxa. În anul 1927 pe porțile Uzinelor Malaxa din București, al căror fondator a fost inginerul Nicolae Malaxa, iese prima locomotivă ce purta numele de Malaxa. Locomotivele din seria 151 erau cele mai puternice din România la acea vreme (2600 CP), fiind privite cu mare interes la expoziția de la Milano din 1940. 